# Municipio de Breen
El municipio de Breen (en inglés: Breen Township) es un municipio ubicado en el condado de Dickinson en el estado estadounidense de Míchigan. En el año 2010 tenía una población de 499 habitantes y una densidad poblacional de 2,18 personas por km².

## Geografía
El municipio de Breen se encuentra ubicado en las coordenadas 45°59′1″N 87°42′2″O / 45.98361, -87.70056. Según la Oficina del Censo de los Estados Unidos, el municipio tiene una superficie total de 228.9 km², de la cual 224,52 km² corresponden a tierra firme y (1,91 %) 4,38 km² es agua.

## Demografía
Según el censo de 2010, había 499 personas residiendo en el municipio de Breen. La densidad de población era de 2,18 hab./km². De los 499 habitantes, el municipio de Breen estaba compuesto por el 96,19 % blancos, el 2,4 % eran amerindios y el 1,4 % eran de una mezcla de razas. Del total de la población el 0 % eran hispanos o latinos de cualquier raza.